# Jean-Louis Schlegel
 (janvier 2018).
Pour les articles homonymes, voir Schlegel.
Jean-Louis Schlegel est un ancien jésuite, philosophe, éditeur, sociologue des religions et traducteur français né en 1946 en Moselle.

## Biographie
Entré dans la Compagnie de Jésus en 1965, il la quitte en 1985 après de longues années de formation et différents ministères, en particulier comme aumônier d'étudiants. Il étudie particulièrement l’évolution des religions, notamment du catholicisme, dans les sociétés contemporaines. Il est directeur de rédaction à la revue Esprit depuis 2012. Il a publié deux ouvrages : Religions à la carte en 1995 (Hachette) et La Loi de Dieu contre la liberté des hommes. Intégrismes et fondamentalismes en 2002 (Seuil), ainsi que de nombreux articles dans Esprit et d’autres revues.
Jean-Louis Schlegel a également traduit de l’allemand des ouvrages théologiques et philosophiques, notamment L'Étoile de la rédemption de Franz Rosenzweig (avec Alexandre Derczanski, éd. du Seuil 1982 et 2003), Théorie de l'agir communicationnel de Jürgen Habermas (avec Jean-Marc Ferry, éd. Fayard 1987) et Théologie politique I et II de Carl Schmitt (éd. Gallimard 1988), et Moïse et le Dieu unique : aux fondements du monothéisme (éd. Électre 2020). Il écrit régulièrement dans la revue Esprit notamment un article sur la réforme de Luther. Il a participé aux livres Y a-t-il des valeurs chrétiennes ? (L'Harmattan 2016, dir. Jean-Luc Blaquart), Des mille et une façons d’être juif ou musulman (Seuil, 2017) de Delphine Horvilleur et Rachid Benzine, et Dieu de la Bible, Dieu du Coran (éd. du Seuil 2020, de Thomas Römer et Jacqueline Chabbi).

## Ouvrages
- La Bible expliquée aux jeunes, Paris, Éditions du Seuil, 2017, 192 pp.  (ISBN 9782021347029)
- En quête de l'Orient perdu entretiens avec Jean-Louis Schlegel, Olivier Roy, Paris, Points, 2017, 313 pp. (ISBN 9782757865873)
- Religions à la carte, Paris, Fayard, 2012, 144 pp.  (ISBN 9782213671666)
- À la gauche du Christ. Les chrétiens de gauche en France de 1945 à nos jours (avec Denis Pelletier) Paris, Seuil, 2012, 624 pp. (ISBN 9782021091434)
- Les Secrets de la Bible au Louvre (avec Lilli Aït-Kaci), Paris, Seuil, 2005, 188 pp.  (ISBN 9782020629799)
- La Loi de Dieu contre la liberté des hommes. Intégrismes et Fondamentalisme, Paris, Seuil, 1995, 160 pp. (ISBN 9782021007732)
- Le religieux en Occident : pensée des déplacements (Jean-Louis Schlegel et al.) (collectif), Louvain,  Facultés universitaires Saint-Louis, 1988, 152 pp.  (ISBN 9782802800552)
- Danièle Hervieu-Léger et Jean-Louis Schlegel, Vers l'implosion : Entretiens sur le présent et l'avenir du catholicisme, Seuil, 13/05/2022, 396 p. (EAN 9782021482133)